# Sandvig (Mern Sogn)
 For alternative betydninger, se Sandvig. (Se også artikler, som begynder med Sandvig)
Sandvig er en lille havneby ved Bøgestrømmen og ligger syd for Jungshoved Kirke. Havnen har i mange år tjent som hjemhavn for lokale bundgarnsfiskere, men i dag er der kun fritidsfiskere og lystsejlere tilbage. Selve byen Sandvig består af relativt få huse, men der er dog både helårs-og sommerhuse, samt landbrug. Kirke findes ikke i byen. Fra havnen er der mod øst den smukkeste udsigt til bl.a. øen Nyord og Bøgestrømmen. Vejen til havnen fører gennem byen og helt ned til kajkanten. Farvandet omkring havnen er et paradis for rigtig mange arter af svømmefugle.
Sandvig ligger i Mern sogn, indtil Kommunalreformen i 1970 lå det i Bårse Herred (Præstø Amt), efter kommunalreformen i 1970 i Storstrøms Amt.
Sandvig var oprindelig en landsby, i 1682 med 14 gårde, der dyrkede 190,7 tdr land skyldsat til 52,01 tdr hrtk. Driftsformen var trevangsbrug.